# MTS-Bank

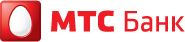
Neues Logo

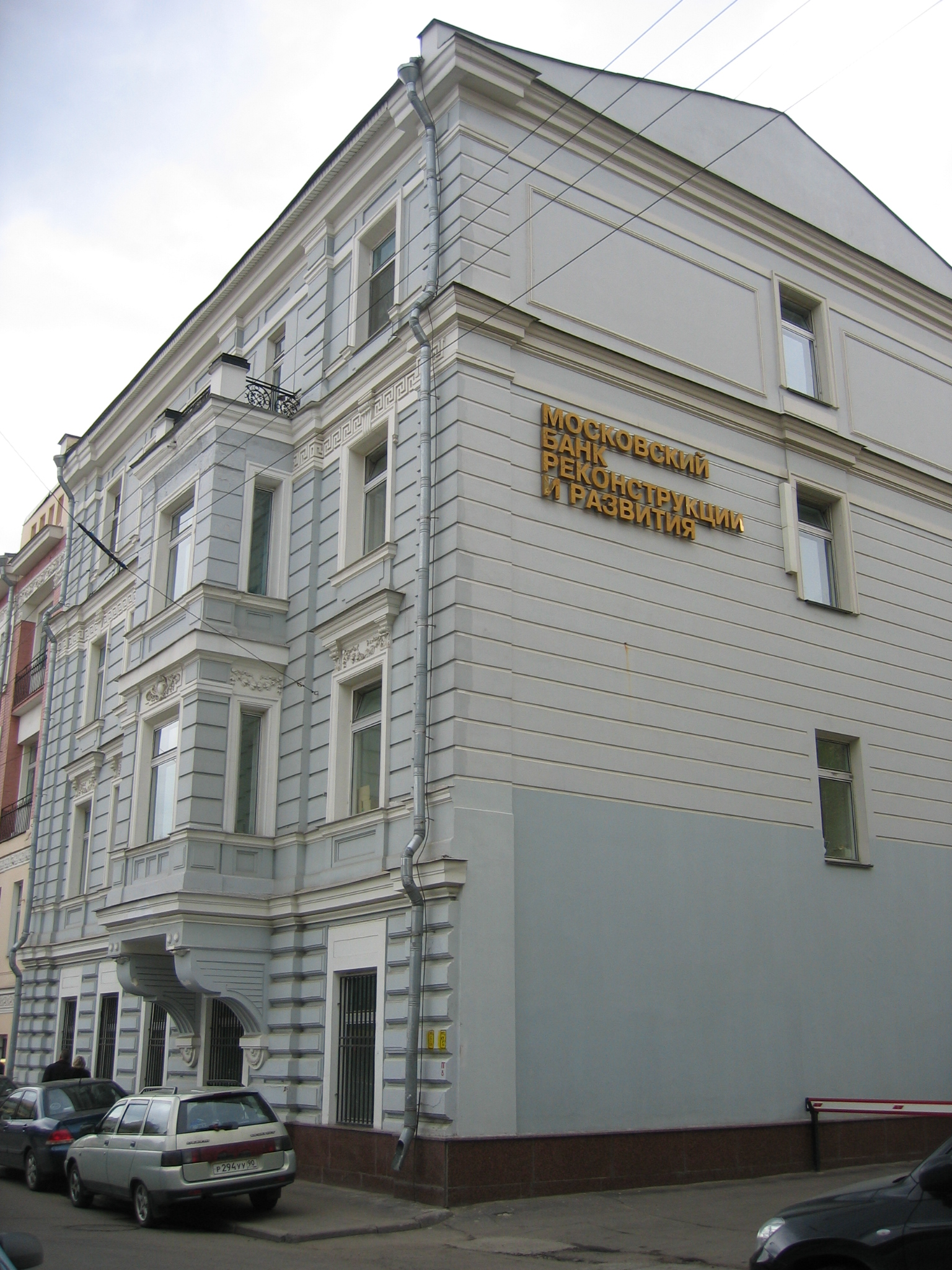
Hauptsitz der MBRD

Die MTS-Bank (russisch МТС-банк), ehemals Moskauer Bank für Wiederaufbau und Entwicklung (MBRD) (russisch Московский Банк Реконструкции и Развития/ Moskowski Bank Rekonstrukzii i Raswitija) ist eine russische Universalbank aus Moskau. Die MBRD wurde am 29. Januar 1993 in Moskau gegründet.
Die MBRD gehört überwiegend zum Sistema-Konzern und zur Telefongesellschaft MGTS.